# Котлобай, Александр Александрович
Александр Александрович Котлобай (родился 1 апреля 1980 в Ленинграде, СССР) — российский боксёр-профессионал, выступающий в первой тяжелой весовой категории (cruiserweight).
Наилучшая позиция в мировом рейтинге: 15-й.